# Joseph Ritter
Joseph Elmer Ritter (20 de julio de 1892 - 10 de junio de 1967) fue un prelado estadounidense de la Iglesia católica. Se desempeñó como arzobispo de la Arquidiócesis de San Luis en Missouri desde 1946 hasta su muerte en 1967, y fue nombrado cardenal en 1961. Anteriormente se desempeñó como obispo auxiliar (1933–34) y obispo (más tarde arzobispo ) (1934–46) de la Arquidiócesis de Indianápolis en Indiana. Ritter fue uno de los cardenales electores que participó en el Cónclave Papal de 1963.
Ritter se destaca por poner fin a la discriminación racial en las escuelas de la iglesia en sus dos arquidiócesis mucho antes de que fuera obligatoria en los Estados Unidos. También puso fin a la segregación hospitalaria en la Archidiócesis de San Luis y apoyó la educación de los estudiantes afroamericanos.

## Primeros años y educación
El cardenal Ritter nació el 20 de julio de 1892 en New Albany, Indiana. Fue el cuarto de los seis hijos de Nicholas (1859–1944) y Bertha (de soltera Luette) (1865–1941) Ritter, ambos de ascendencia alemana. Su padre era el dueño de la Panadería Ritter, donde también vivía la familia. Como decía un artículo periodístico de 1946 “Era uno de esos comercios, ahora raros, en los que toda la familia, la madre, el padre y toda la familia tenía que ayudar, ya fuera en la parte de la tienda, que estaba al frente, o en la panadería que estaba en la parte de atrás.
Ritter dijo que su padre tenía una gran reverencia por la educación y dijo: "Papá nos dio a todos la oportunidad de ir a la universidad, pero solo si nos esforzamos". Ritter recibió su primera educación en la escuela parroquial de St. Mary of the Annunciation Parish en New Albany. Pasó sus años de escuela secundaria en el Seminario de St. Meinrad Abbey, en St. Meinrad (Indiana) donde su objetivo fue “simplemente convertirse en sacerdote”. matriculándose en él en 1907 completando sus estudios en 1917.

## Sacerdocio
Ritter fue ordenado sacerdote en la Iglesia de la Abadía del Seminario de St. Meinrad el 30 de mayo de 1917 por el obispo Joseph Chartrand. Su primera asignación fue como sacerdote en la parroquia de St. Patrick en Indianápolis. Poco después, fue trasladado a la Parroquia de la Catedral de San Pedro y San Pablo, también en Indianápolis donde se desempeñó como asistente del obispo en 1920 y rector de la catedral de 1925 a 1933. En 1922, Ritter recibió un doctorado honorario en teología del Papa Pío XI.

## Etapa de Indianápolis
El 3 de febrero de 1933, Ritter fue nombrado obispo auxiliar de lo que entonces era la Diócesis de Indianápolis y obispo titular de Hippos en Israel por Pío XI. Recibió su consagración episcopal el 28 de marzo de 1933, del obispo Chartrand, con los obispos Alphonse Smith y Emmanuel Ledvina sirviendo como co-consagradores. Como obispo auxiliar, también se desempeñó como vicario general de la diócesis de 1933 a 1934. A los 40 años, Ritter era uno de los obispos católicos más jóvenes de los Estados Unidos.
Tras la muerte del obispo Chartrand, Ritter fue nombrado séptimo obispo de la diócesis de Indianápolis el 24 de marzo de 1934. En 1938, ordenó el fin de la segregación racial en todas las escuelas católicas de la diócesis. Su decisión, tomada 16 años antes del Caso Brown contra el Consejo de Educación, fue recibida con la oposición del Ku Klux Klan, cuyos miembros protestaron frente a la catedral, e incluso por sus compañeros miembros del clero. Ritter también reorganizó las Caridades Católicas diocesanas, creando la Organización Juvenil Católica y completó la construcción de la Catedral de San Pedro y San Pablo. Redujo la deuda de la diócesis en 3 millones de dólares, equivalente a más de 45 millones de dólares de 2021.
En 1941, Ritter creó la parroquia de St. John en Evansville (Indiana), la primera parroquia católica negra de la ciudad. La Diócesis de Indianápolis fue elevada al estatus de archidiócesis por el Papa Pío XII el 21 de octubre de 1944, y Ritter fue instalado como su primer arzobispo el 19 de diciembre de 1944.

## Etapa de San Luis
Ritter fue nombrado cuarto arzobispo de la Arquidiócesis de San Luis por Pío XII el 20 de julio de 1946, sucediendo al difunto cardenal John Joseph Glennon.
San Luis creció rápidamente durante el auge económico posterior a la Segunda Guerra Mundial. Ritter abrió un promedio de tres parroquias por año en la ciudad y el condado de San Luis. Ejerció como un administrador capaz, sin la autoridad para gravar u obligar, recaudando más de 125 millones de dólares de la época (equivalentes a más de mil millones de dólares de 2021) para construir sesenta nuevas parroquias, dieciséis escuelas secundarias y el Hospital Cardinal Glennon Memorial para niños en San Luis durante su mandato.

### Esfuerzos de desagregación
En uno de sus primeros actos como arzobispo, Ritter anunció que el Webster College aceptaría estudiantes negros, respaldando el deseo de las Hermanas de Loreto de inscribir mujeres negras en su College (lo que el predecesor de Ritter, el arzobispo Glennon, había declarado imposible). También permitió que la clase superior del instituto de St. Joseph, por entonces la única escuela secundaria católica negra de la ciudad, se graduara por primera vez en la Catedral junto con estudiantes blancos católicos de secundaria.

### Escuelas y hospitales diocesanos desagregados
El 9 de agosto de 1947, Ritter anunció el fin de la segregación racial en las cinco escuelas secundarias diocesanas de Saint Louis antes del período de otoño. Declaró: "La cruz en la parte superior de nuestras escuelas debe significar algo", y expresó su creencia en "la igualdad de todas las almas ante Dios Todopoderoso". Ritter envió un memorando a todos los superintendentes de las escuelas parroquiales, diciendo que deben comenzar a "aceptar a todos los niños en las escuelas parroquiales sin distinción de raza". De un solo golpe, Ritter había eliminado la segregación en las escuelas católicas del área de San Luis, siete años antes de la decisión del Caso Brown contra el Consejo de Educación de la Corte Suprema de los Estados Unidos en 1954. Las escuelas parroquiales representaron una cuarta parte de todos los estudiantes del área de St. Louis.
En respuesta a la orden de eliminación de la segregación de Ritter, un grupo de más de 700 católicos blancos de 49 parroquias del área de San Luis, que se hacían llamar "Asociación de padres católicos de Saint Louis y el condado de Saint Louis", amenazaron con demandarlo. La asociación afirmó que su orden violaba la ley estatal de Missouri. El copresidente de la asociación, William T. Rone, dijo: "No queremos niños negros junto a nuestros hijos en las escuelas". Ritter se negó a reunirse con los líderes de la asociación y su portavoz dijo: "Él es el padre de todo el rebaño y debe cuidar de todos, independientemente de la raza". Ritter luego emitió una carta pastoral en la que advertía de una posible excomunión por "interferir con la autoridad del oficio eclesiástico al recurrir a la autoridad fuera de la iglesia".
Si bien la asociación rechazó cualquier acción civil, envió una carta de protesta al nuncio apostólico en Estados Unidos, Amleto Giovanni Cicognani. Cicognani respondió a la carta diciendo: "Estoy seguro de que todos cumplirán fácilmente con lo que ha sido tan claramente propuesto por la autoridad eclesiástica de la Arquidiócesis". Ritter también eliminó la segregación de todos los hospitales católicos en la archidiócesis de San Luis.

## Ecumenismo
El 24 de agosto de 1964, en el Kiel Auditorium de San Luis, Ritter celebró la primera misa autorizada en inglés del mundo.
Ritter también prohibió a los católicos ver la película de 1954 The French Line de Lloyd Bacon bajo peligro de pecado mortal. La película presentaba a la actriz Jane Russell bailando con un atuendo escaso en lo que entonces se consideraba una escena sexualmente sugestiva. Obligó a que los estudiantes católicos debían obtener un permiso por escrito de la arquidiócesis para asistir a universidades seculares o no católicas. Ritter fue uno de los primeros obispos en crear una misión diocesana, específicamente en La Paz, Bolivia. Hasta ese momento, la mayoría de las misiones católicas habían sido dirigidas por institutos religiosos o sociedades de vida apostólica. Los feligreses de San Luis regularmente contribuían con más dinero a estas misiones extranjeras que cualquier otra arquidiócesis de su tamaño. Ritter se desempeñó como presidente de la Asociación Nacional de Educación Católica de 1955 a 1956 y fue nombrado asistente en el trono pontificio el 5 de octubre de 1956.

## Cardenal
Ritter fue nombrado cardenal sacerdote del Santísimo Redentor y San Alfonso en Vía Merulana por el Papa Juan XXIII en el consistorio del 16 de enero de 1961. Entre 1962 y 1965 participó en las cuatro sesiones del Concilio Vaticano II en Roma. Ritter fue visto como un liberal . También protestó contra las acciones opresivas de la Curia romana y el borrador del cardenal Alfredo Ottaviani sobre las fuentes de la revelación en el Concilio.

## Muerte, funeral y entierro
Ritter murió el 10 de junio de 1967 en el Hospital DePaul en San Luis después de sufrir dos ataques cardíacos.

### Funeral
La misa de réquiem de Ritter se celebró el 15 de junio de 1967 en la catedral de San Luis. A petición suya, se realizó una "Misa Rezada". El cardenal designado John Patrick Cody, arzobispo de Chicago, anteriormente obispo auxiliar del cardenal fallecido, fue el celebrante principal. Asistieron los cardenales Richard Cushing, James Francis McIntyre, Lawrence Shehan y Francis Spellman, junto con los cardenales designados John Krol y Patrick O'Boyle. También asistieron diez arzobispos, cuarenta y ocho obispos y cuatro abades. Estuvieron presentes unos cincuenta líderes cristianos protestantes, judíos y ortodoxos, en representación de la Iglesia Episcopal, Missouri-Sínodo Luterano, Iglesia Unida de Cristo, la Iglesia Ortodoxa Griega, la iglesia Bautista, los Discípulos de Cristo, los Metodistas, los Presbiterianos y el Ejército de Salvación. En su sermón, el obispo de Kansas City, Charles Helmsing, otro obispo auxiliar que había servido bajo Ritter, habló del liderazgo litúrgico de Ritter, en particular "su preocupación por una liturgia de la Palabra que verdaderamente informaría e iluminaría al pueblo de Dios".

### Entierro y re-enterramiento
Ritter fue enterrado en el cementerio Calvary de San Louis. Había dicho que no quería ser enterrado en la catedral. El 2 de noviembre de 1994, el arzobispo Justin Rigali de San Luis hizo retirar los restos de Ritter del cementerio Calvary y los volvió a enterrar en la cripta de la nueva catedral, ahora la basílica catedral de San Luis.